# Thereva venosa
Thereva venosa är en tvåvingeart som beskrevs av Krober 1914. Thereva venosa ingår i släktet Thereva och familjen stilettflugor. Inga underarter finns listade i Catalogue of Life.